# Dewindtit
Dewindtit ist ein seltenes Mineral aus der Mineralklasse der Phosphate, Arsenate und Vanadate. Es kristallisiert im orthorhombischen Kristallsystem mit der chemischen Zusammensetzung Pb3[(UO2)3|O|OH|(PO4)2]2·12H2O und ist damit chemisch gesehen ein wasserhaltiges Blei-Uranyl-Phosphat mit zusätzlichen Sauerstoff- und Hydroxidionen.
Dewindtit bildet tafelige Kristalle entlang [100] mit einer Größe von bis zu 3 mm. Die Kristalle sind feinkörnig bis massiv. Dewindtit hat eine gelbe Farbe. Aufgrund seines Pleochroismus reicht die Farbe je nach Blickrichtung von farblos bis kanariengelb. Das Mineral ist durchscheinend und zeigt auf den Oberflächen einen harz- bis wachsähnlichen Glanz auf.

## Etymologie und Geschichte
Das Mineral wurde 1922 von Alfred Schoep in einer Probe aus Katanga, Demokratische Republik Kongo entdeckt und nach dem belgischen Geologen Dr. Jean Dewindt benannt, der im Tanganjikasee (Kongo) ertrunken war. Schoep entdeckte 1923, dass das Mineral identisch mit Stasit ist. Der Status von Dewindtit war lange Zeit sehr unklar. Es wurde auf Grundlage von Untersuchungen mit Röntgenstrahlen vermutet, dass Mineral wäre eine Mischung aus Renardit und Phosphuranylit. Zudem war auch die chemische Zusammensetzung nicht ganz klar, so wurden als chemische Formeln z. B. auch Pb2(UO2)4(PO4)3(OH)3·7H2O angegeben, basierend auf einer Analyse mit Röntgenstrahlen von Hogarth und Nuffield aus dem Jahr 1954.
Die oben angegebene Formel wurde 1990 von Paul Piret, Jacqueline Piret-Meunier und Michel Deliens nach neueren Analysen mithilfe der Röntgendiffraktometrie neu definiert und entspricht, wenn auch in etwas anderer Schreibweise (H2Pb3(UO2)6O4(PO4)4·12H2O) der aktuell (2015) von der International Mineralogical Association (IMA) verwendeten Formel.
Das Typmaterial wird im Königlichen Museum für Zentral-Afrika in Tervuren, Belgien (Katalog-Nr. RGM6433) und im Naturkundemuseum Paris (Katalog-Nr. 122.106) aufbewahrt.

## Klassifikation
In der zuletzt 1977 überarbeiteten 8. Auflage der Mineralsystematik nach Strunz gehörte der Dewindtit zur Mineralklasse der „Phosphate, Arsenate und Vanadate“ und dort zur Abteilung „Wasserhaltige Phosphate, Arsenate und Vanadate mit fremden Anionen“, wo er zusammen mit Arsenuranylit, Bergenit, Phosphuranylit und dem bisher als fragliches Mineral geltenden Renardit die „Phosphuranylit-Reihe“ mit der Systemnummer VII/D.21 bildete.
In der zuletzt 2018 überarbeiteten Lapis-Systematik nach Stefan Weiß, die formal auf der alten Systematik von Karl Hugo Strunz in der 8. Auflage basiert, erhielt das Mineral die System- und Mineralnummer VII/E.07-080. Dies entspricht der neu definierten Abteilung „Uranyl-Phosphate/Arsenate und Uranyl-Vanadate mit [UO2]2+–[PO4]/[AsO4]3− und [UO2]2+–[V2O8]6−, mit isotypen Vanadaten (Sincositreihe)“, wo Dewindtit zusammen mit Althupit, Arsenovanmeersscheit, Arsenuranylit, Bergenit, Dumontit, Françoisit-(Ce), Françoisit-(Nd), Hügelit, Kamitugait, Kivuit, Metavanmeersscheit, Mundit, Nielsbohrit, Phosphuranylit, Phuralumit, Phurcalit, Renardit, Vanmeersscheit und Yingjiangit eine unbenannte Gruppe mit der Systemnummer VII/E.07 bildet.
Die von der International Mineralogical Association (IMA) zuletzt 2009 aktualisierte 9. Auflage der Strunz’schen Mineralsystematik ordnet den Dewindtit ebenfalls in die Abteilung der „Uranylphosphate und Arsenate“ ein. Diese ist allerdings weiter unterteilt nach dem Stoffmengenverhältnis Uranylkomplex (UO2) zu Phosphat-, Arsenat- bzw. Vanadatkomplex (RO4), so dass das Mineral entsprechend seiner Zusammensetzung in der Unterabteilung „UO2 : RO4 = 3 : 2“ zu finden ist, wo es zusammen mit Arsenuranylit, Phosphuranylit, Renardit und Yingjiangit die „Phosphuranylit-Phurcalit-Gruppe“ mit der Systemnummer 8.EC.10 bildet.
In der vorwiegend im englischen Sprachraum gebräuchlichen Systematik der Minerale nach Dana hat Dewindtit die System- und Mineralnummer 42.09.08.01. Auch dies entspricht der Klasse der „Phosphate, Arsenate und Vanadate“ und dort der Abteilung „Wasserhaltige Phosphate etc., mit Hydroxyl oder Halogen“, wo das Mineral als einziges Mitglied in einer unbenannte Gruppe mit der Systemnummer 42.09.08 innerhalb der Unterabteilung „Wasserhaltige Phosphate etc., mit Hydroxyl oder Halogen mit (A)3(XO4)2Zq × x(H2O)“ zu finden ist.

## Chemismus
Dewindtit besteht theoretisch, das heißt in idealer Zusammensetzung aus 49,18 % Uran, 21,41 % Blei, 4,27 % Phosphor, 0,90 % Wasserstoff und 24,24 % Sauerstoff.

## Kristallstruktur
Dewindtit kristallisiert orthorhombisch in der Raumgruppe Bmmb (Raumgruppen-Nr. 63, Stellung 6) mit den Gitterparametern a = 16,03 Å, b = 17,62 Å und c = 14,61 Å und vier Formeleinheiten pro Elementarzelle.

## Eigenschaften

### Chemische Eigenschaften
Dewindtit ist sehr gut löslich in Säuren.

### Physikalische Eigenschaften
Durch seinen Urangehalt von bis zu 49,18 % ist das Mineral sehr stark radioaktiv. Unter Berücksichtigung der natürlichen Zerfallsreihen bzw. vorhandener Zerfallsprodukte wird die spezifische Aktivität mit 88,04 kBq/g angegeben (zum Vergleich: natürliches Kalium 0,0312 kBq/g). Der zitierte Wert kann je nach Mineralgehalt und Zusammensetzung der Stufen deutlich abweichen, auch sind selektive An- oder Abreicherungen der radioaktiven Zerfallsprodukte möglich und ändern die Aktivität.
Unter kurz- und langwelligem UV-Licht zeigt Dewindtit eine grüne Fluoreszenz.

## Bildung und Fundorte

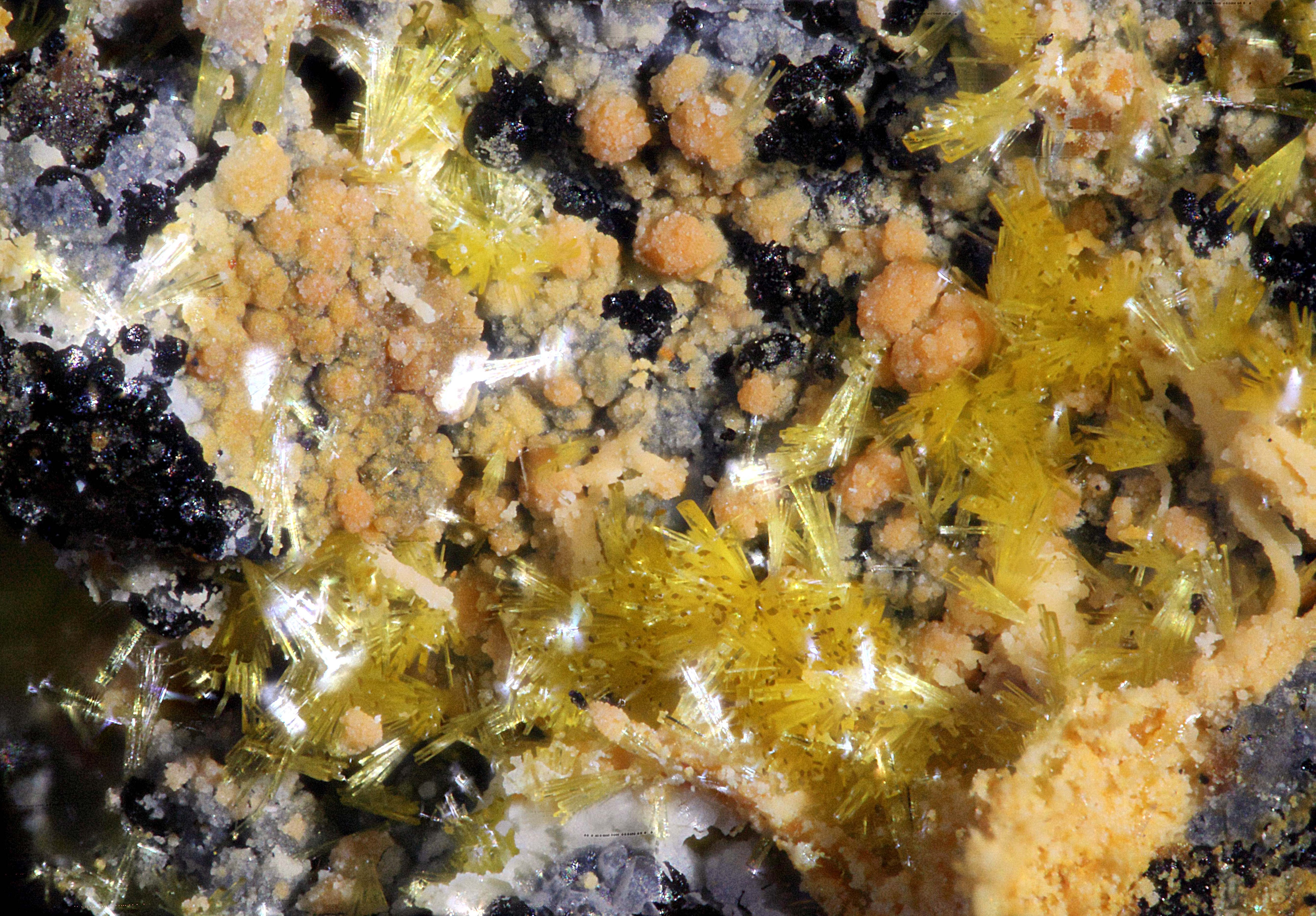
Zitronengelbe, nadelige Dewindtitkristalle aus Grury, Frankreich (Bildbreite: ca. 5 mm)

Dewindtit bildet sich als Sekundärmineral in der Oxidationszone von Uraninit oder anderen uranhaltigen Mineralien. Es bildet Vergemeinschaftungen mit Torbernit, Parsonsit, Dumontit, Uraninit, Bergenit, Autunit, bariumhaltigem Uranophan, Uranosphärit und Wölsendorfit.
Als seltene Mineralbildung konnte Dewindtit nur an wenigen Orten nachgewiesen werden, wobei weltweit bisher rund 80 Fundorte dokumentiert sind (Stand 2024).
Die Typlokalität von Dewindtit liegt in der Demokratischen Republik Kongo. Neben der Typlokalität ist es noch aus der Swambo Mine im Kongo bekannt.
In Deutschland sind neun Fundorte bekannt. In Baden-Württemberg im Schwarzwald gibt es eine Fundstelle bei Menzenschwand. In Bayern sind drei Fundorte bekannt: einmal im Fichtelgebirge, ein zweiter in Wölsendorf und ein dritter in Zandt. Auch in Rheinland-Pfalz gibt es eine Fundstelle beim Ort Ellweiler im Landkreis Birkenfeld. In Sachsen gibt es einen Fundort im Erzgebirge bei Schneeberg und zwei Fundorte im Vogtland. Ein letzter deutscher Fundort befindet sich in Thüringen bei Wurzbach.
In der Schweiz finden sich im Kanton Wallis zwei Fundorte: Einmal bei Finhaut und einmal bei Les Marécottes.
Erstaunlich viele Fundorte gibt es in Frankreich, welches 30 Fundorte aufzeigen kann. Sie liegen in den Regionen Auvergne-Rhône-Alpes, Bretagne, Bourgogne-Franche-Comté, Okzitanien, Nouvelle-Aquitaine, Pays de la Loire und Provence-Alpes-Côte d’Azur.
Die weiteren Fundorte liegen in Argentinien, Australien, Gabun, Italien, Kanada, Kolumbien, Madagaskar, Portugal, Slowenien, Tadschikistan, Tschechien, dem Vereinigten Königreich und den Vereinigten Staaten von Amerika.

## Vorsichtsmaßnahmen
Aufgrund der Toxizität und der starken Radioaktivität des Minerals sollten Mineralproben vom Dewindtit nur in staub- und strahlungsdichten Behältern, vor allem aber niemals in Wohn-, Schlaf- und Arbeitsräumen aufbewahrt werden. Ebenso sollte eine Aufnahme in den Körper (Inkorporation, Ingestion) auf jeden Fall verhindert und zur Sicherheit direkter Körperkontakt vermieden sowie beim Umgang mit dem Mineral Atemschutzmaske und Handschuhe getragen werden.